# パーシー・モンゴメリ
パーシー・モンゴメリ（Percival Colin "Percy" Montgomery、1974年3月15日 - ）は、南アフリカ共和国のラグビー選手。

## プロフィール
- ウォルビスベイ出身(現在はナミビア)
- ポジションは主にフルバックで、センターやスタンドオフでもプレイする。
- 身長 185cm、体重 93kg
- ニックネームはMonty。

## 来歴
南アフリカ代表（スプリングボクス）のメンバーとして活躍し、2008年の夏、スプリングボクスから退いた。